# Meurtre d'Alban Gervaise
 (août 2025).
Le meurtre d'Alban Gervaise est une affaire criminelle concernant l'agression de celui-ci - entraînant sa mort - le 10 mai 2020, à Marseille, alors que la victime est venu chercher ses enfants à leur école.
La procédure judiciaire déclare son assaillant irresponsable en 2025, cinq ans après son meurtre, ce qui entraîne son hospitalisation forcée.

## La victime
Alban Gervaise, quarante-et-un ans, est médecin militaire français, radiologue exerçant à l'Hôpital militaire Laveran. Il est marié, père de deux garçons et d'une petite fille. Son épouse, Christelle, est également médecin de profession.

## L'assaillant
Mohamed L., âgé de 23 ans au moments des faits, est de nationalité française. Il n'a pas de casier judiciaire, mais est connu des services de police pour des affaires de stupéfiants.

## Meurtre
Le 10 mai, vers 17h46, Alban Gervaise se rend à la sortie du groupe scolaire privé Sévigné, dans le quartier du Merlan à Marseille. Il s'installe dans sa voiture, avec sa fille de 20 mois sur le siège auto, à l'arrière. Il est alors violemment attaqué par l'assaillant, qui monte subitement à bord, coté passager. Agressée, la victime essaie d'abord de protéger sa fille, puis face à la violence, s'enfuit du véhicule. Alors, son agresseur le poursuit à l'extérieur sur une vingtaine de mètres, couteau-suisse en main, jusqu'à le faire basculer dans un laurier : il le poignarde alors d'une dizaine de coups, notamment au niveau du cœur. L'attaque est si violente que les policiers retrouvent la lame cassée.
L'assaillant est ensuite maitrisé par deux passants, et se met à hurler, alors que la police arrive, « Laissez-moi le finir, au nom de Dieu. Je vais le finir. C’est le diable. Je lui ai mis trente coups de couteau ».
Selon Le Figaro, le suspect « Atteint d’un possible début de schizophrénie, Mohamed L. aurait, selon les experts, eu une «bouffée délirante aiguë» lors du passage à l’acte. Il était positif au cannabis pendant sa garde à vue. »
Alban Gervaise, très gravement blessé, notamment au niveau du cœur, décède deux semaines plus tard, le 26 mai 2025. Selon Le Figaro, « Quelques secondes avant sa mort, alors qu’elle sent son cœur ralentir et sait la fin toute proche, Christelle Gervaise lui murmure une dernière promesse : «Je ferai tout pour que les enfants soient heureux malgré tout». »

## Enquête
Peu avant le meurtre, l'assaillant aurait effectué le même mode opératoire à proximité d'un autre établissement, dans le véhicule d'une enseignante, qui avait réussi à fuir : « Une heure avant d’agresser Alban Gervaise, le meurtrier s’était rendu devant une autre école, Saint Jérôme Les Lilas, dans le 13e arrondissement de Marseille. Sur le parking de l’établissement, il s’était là aussi introduit de façon soudaine dans la voiture d’une enseignante qui était parvenue à prendre la fuite. Élément troublant, Mohamed L. avait été aperçu devant l’école Sévigné le vendredi précédant le meurtre. ».
La victime se confie dans la presse, au Figaro : « Le 19 octobre 2022, une première expertise psychiatrique conclut à une «abolition totale du discernement», mettant en exergue une «bouffée délirante aiguë» le jour de l'attaque. Certains termes employés par l'expert-psychiatre choquent particulièrement Christelle Gervaise, l'épouse de la victime. Il est notamment fait état d'une «bagarre qui éclate» tandis que son mari est qualifié de «victime présumée». «Je ne peux pas tolérer qu'on parle de bagarre. Ce n'est pas une bagarre, c'est un meurtre d'une grande violence. Et le statut de victime de mon mari n'est pas à prouver» »
Selon Le Figaro, qui cite le dossier, « Atteint d’un possible début de schizophrénie, Mohamed L. aurait, selon les experts, eu une «bouffée délirante aiguë» lors du passage à l’acte. Il était positif au cannabis pendant sa garde à vue. ».

## Hospitalisation
L'assaillant est d'abord placé en détention à la Prison des Baumettes, de mai à août 2022. Il est ensuite pris en charge au sein de l'Unité pour Malades Difficiles d'un hôpital psychiatrique, après avoir tenté de d'agresser un surveillant pénitentiaire. En juin 2024, son transfert est effectué vers une Unité Hospitalière Spécialement Aménagée, destinée à des patients moins dangereux.

## Postérité
En raison de son hospitalisation forcée, l'éventualité d'un procès est caduque. France Bleu cite l'AFP : « la Chambre de l'instruction de la cour d'appel d'Aix estime que "Mohamed L. se trouvait atteint au moment des faits d'un trouble psychique ayant aboli son discernement ou le contrôle de ses actes" »
« En revanche, l'auteur a interdiction d'entrer en contact avec la famille de la victime pendant 20 ans et de détenir ou porter une arme sur la même durée. ». Pour compléter, « la Chambre de l'instruction estime que Mohamed L. est "civilement responsable" et le condamne à verser aux parties civiles, notamment l'épouse d'Alban Gervaise et leurs enfants des sommes conséquentes au titre de différents préjudices qu'ils ont subi avec cette perte. », selon l'AFP.
Une plaque commémorative est posée en novembre 2022, à Marseille, près du lieu du meurtre. Les deux passants, eux aussi parents d'élèves, ayant porté secours à la victime et ayant permis l'arrestation de l'agresseur, seront décorés par la Préfète de Police de Marseille, de la médaille de bronze pour leur courage : « un acte de bravoure qui "nous a permis d'avoir ces quelques jours supplémentaires à ses côtés et de pouvoir lui dire au revoir", a remercié Christelle Gervaise ».